# Mihail Neagu
Mihail Neagu (n. 27 aprilie 1927) este un fost senator român în legislatura 1990-1992 ales în județul Teleorman pe listele partidului FSN. În cadrul activității sale parlamentare, Mihail Neagu a fost membru în grupurile parlamentare de prietenie cu Australia, Republica Elenă și Republica Italiană.